# Зарапін Геннадій Васильович
Геннадій Васильович Зарапін (5 червня 1948, селище Шихани, тепер місто Саратовської області Російської Федерації) — радянський і російський державний діяч, 1-й секретар Калузького обласного комітету КПРС.

## Життєпис
Народився в родині службовців. З 1963 по 1968 рік навчався у Вольському технологічному технікумі Саратовської області.
У 1968 році — електромонтажник тресту «Волгоелектромонтаж».
З 1968 по 1970 рік служив у Радянській армії.
У 1970—1973 роках — електрик, бригадир, майстер заводу «Красный богатырь» міста Малоярославець Калузької області. Член КПРС.
З 1973 року працював інструктором Малоярославецького районного комітету КПРС Калузької області.
Одночасно навчався в Московському всесоюзному заочному політехнічному інституті, який закінчив у 1978 році.
У 1978—1983 роках — заступник голови виконавчого комітету Малоярославецької районної ради народних депутатів Калузької області.
У 1979 році закінчив Вищу партійну школу при ЦК КПРС.
У серпні 1983 — липні 1984 року — голова Малоярославецького районного комітету народного контролю.
У липні 1984 — квітні 1986 року — 2-й секретар Малоярославецького районного комітету КПРС Калузької області.
У квітні 1986 — березні 1987 року — голова виконавчого комітету Юхновської районної ради народних депутатів Калузької області.
У березні 1987 — травні 1990 року — 1-й секретар Юхновського районного комітету КПРС Калузької області.
9 травня 1990 — 17 серпня 1991 року — 2-й секретар Калузького обласного комітету КПРС та голова ідеологічної комісії Калузького обкому КПРС.
17 серпня — 23 серпня 1991 року — 1-й секретар Калузького обласного комітету КПРС.
У 2000-і роки очолював Калузьку регіональну філію Россільгоспбанку.
Потім — на пенсії.